# Joe Appleton
Joe Appleton (* 1900 in Jamaika; † 1991 in Worthing, Sussex, England) war ein britischer Jazzmusiker (Saxophon und Klarinette) westindischer Herkunft.

## Leben und Wirken
Appleton wurde im Orchester des West Indies Regiment ausgebildet, das er in Kuba verließ. Er leitete eigene Bands, mit denen er in England und auf dem Kontinent in den 1920er Jahren auftrat. 1931/32 leitete er die Hot Maniacs. Nach Auftritten mit George Clapham und Oscar Dawkings gehörte er 1934 zu Leslie Thompsons Emperors of Jazz, um dann bei Ken Johnson zu arbeiten. 
1937 leitete er wieder eine eigene Band, mit der er in den Londoner Clubs Shim Sham Club und Rainbow Roof Club auftrat. Dann arbeitete er bei Fela Sowande, Rudolph Dunbars Harlem Knights, Cyril Blake und Jiver Hutchinson. 1948 war er mit Rex Stewart auf Europatournee, wobei in Berlin Aufnahmen für Amiga entstanden. In den nächsten Jahren war er mit seiner eigenen Band europaweit tätig; mit Bertie King war er in Südostasien und Neuseeland auf Tournee. 
Joe Appleton zog sich in den 1950er Jahren nach einer Hernienoperation ganz vom Musikmachen zurück und verstarb 1991 in Worthing, Sussex, England.

## Lexikalischer Eintrag
- John Chilton, Who’s Who in British Jazz London 2005; ISBN 978-0826472342